# Лоршский монастырь
Имперское аббатство в Лорше (нем. Reichsabtei Lorsch) под Вормсом известно в истории как один из главных центров Каролингского возрождения.
Бенедиктинский монастырь св. Петра был учреждён в Лорше в 764 году графом Канкором (вероятно, кто-то из Робертинов). Первые два года новой обителью управлял племянник графа, мецкий епископ Хродеганг. Затем управление было передано его брату. В знак особой благосклонности папа римский прислал в аббатство мощи св. Назария, которые должны были привлечь в Лорш паломников. В честь св. Назария был в 774 году освящён и соборный храм; на церемонии присутствовал сам Карл Великий.
До 1231 года, когда Фридрих II передал Лорш архиепископу Майнца, имперское аббатство представляло собой самостоятельное княжество в составе Священной Римской империи. Именно здесь были похоронены потомки Карла Великого — Людовик Немецкий и Людовик III Младший. Широкую известность получил монастырский скрипторий; библиотека насчитывала множество рукописей древних авторов. В 1248 году монастырь был передан в ведение премонстрантов
В эпоху Реформации братия была разогнана, а бесценное монастырское собрание рукописей пфальцграф Отто Генрих перевёз в Гейдельбергский университет. Среди его раритетов — Золотой кодекс из Лорша с миниатюрами времени Карла Великого и Лоршские анналы, доведённые местными хронистами до 1170-х гг. Большая часть монастырских сооружений погибла в XVII веке во время Тридцатилетней войны и вторжений армий Людовика XIV. «Палатинская библиотека» была увезена из Гейдельберга в Ватикан.
Из сохранившихся в Лорше сооружений наибольший интерес представляет надвратная часовня (Torhalle), построенная императором Людовиком III. По степени сохранности это наиболее полное произведение каролингского зодчества. В 1991 г. оно с руинами позднейших сооружений было поставлено под охрану ЮНЕСКО как памятник Всемирного наследия.